# Новосёлки (Некрасовский район)
Новосёлки — деревня в Некрасовском районе Ярославской области России.
В рамках административно-территориального устройства относится к Якушевскому сельскому округу Некрасовского района, в рамках организации местного самоуправления включается в сельское поселение Бурмакино.

## История
Первый раз деревня упоминается в 1555/56-1556/57 гг. - Межевая книга князя Ивана Дмитриевича Ростовского и подьячего Муртазы Никитина сына Чафарова на владения Троице-Сергиева монастыря в Бежецком, Кашинском, Угличском, Дмитровском, Костромском и Ростовском уездах.

## География
Деревня находится на востоке центральной части области, в зоне хвойно-широколиственных лесов, на правом берегу реки Бобылино, к западу от автодороги 78К-0025, на расстоянии примерно 23 километров (по прямой) к югу от посёлка городского типа Некрасовское, административного центра района. Абсолютная высота — 120 метров над уровнем моря.

### Климат
Климат характеризуется как умеренно континентальный, с умеренно холодной зимой и тёплым летом. Среднегодовая температура воздуха — 3,2 °C. Средняя температура воздуха самого холодного месяца (января) — −11,7 °C (абсолютный минимум — −50 °C); самого тёплого месяца (июля) — 17,6 °C (абсолютный максимум — 35 °C). Годовое количество атмосферных осадков составляет около 554 мм, из которых большая часть выпадает в тёплый период.

### Часовой пояс
Новосёлки, как и вся Ярославская область, находится в часовой зоне МСК (московское время). Смещение применяемого времени относительно UTC составляет +3:00.

## Население
| Численность населения, чел. | Численность населения, чел. | Численность населения, чел. | Численность населения, чел. | Численность населения, чел. | Численность населения, чел. | Численность населения, чел. | Численность населения, чел. | Численность населения, чел. | Численность населения, чел. | Численность населения, чел. | Численность населения, чел. |
| 1715                        | 1725                        | 1744                        | 1762                        | 1811                        | 1834                        | 1850                        | 1858                        | 1865                        | 2002                        | 2007                        | 2010                        |
| --------------------------- | --------------------------- | --------------------------- | --------------------------- | --------------------------- | --------------------------- | --------------------------- | --------------------------- | --------------------------- | --------------------------- | --------------------------- | --------------------------- |
| 29                          | 25                          | 20                          | 50                          | 29                          | 67                          | 76                          | 77                          | 90                          | 7                           | 5                           | 4                           |

### Перепись населения
Согласно сохранившимся источникам перепись населения в деревне Новосёлки проводилась в XVI-XX веках:

1) Списки с писцовых и межевых книг 1593 г. разных уездов, наиболее Ростовского и Костромского. Переписывались только хозяины дворов.

2) Переписные книги /оброчная/ Переславльского, Ростовского, Костромского и Сольгаличского уездов за 1616 год. Переписывались хозяины дворов и их сыновья.

3) Писцовая книга Костромского уезда (нагорной половины), писца П. И. Волынского за 1631 год. Переписывались только хозяины дворов.

4) Переписная книга Костромского уезда переписи Т. Шушерина за 1646 год. Переписывались лица мужского пола.

5) Списки с выписей из переписных книг 1678 г. разных уездов. Переписывались лица мужского пола.

6) Книга переписная монахов, церковнослужителей, помещичьих, дворцовых и монастырских крестьян Нерехоцкого стана,  за 1715 год. Переписывались лица мужского и женского пола.

7) Списки с выписей из переписных книг 1725–1727 гг. разных уездов. Переписывались лица мужского пола.

8) Ревизская сказка 1744 года. Переписывались лица мужского пола.

9) Ревизская сказка 1762 года. Переписывались лица мужского и женского пола.

10) Ревизская сказка 1811 года. Переписывались лица мужского пола.

11) Ревизская сказка 1834 года. Переписывались лица мужского и женского пола.

12) Ревизская сказка 1850 года. Переписывались лица мужского и женского пола.

13) Ревизская сказка 1858 года. Переписывались лица мужского и женского пола.

14) Исповедная роспись за 1865 год. Переписывались лица мужского и женского пола.

### Национальный состав
Согласно результатам переписи 2002 года, в национальной структуре населения русские составляли 100 % из 7 чел.